# Бхагавад гита
Бхагавад гита (на санскрит: भगवद्गीता, „Песента на Бога“; известна също като Гита) е санскритска поема, съставена от 701 строфи (шлоки), разделени на осемнадесет глави. Тя е част от индийския епос Махабхарата.
Макар формално Бхагавад гита да не е част от индуисткия канон (шрути), за школата веданта тя е един от трите авторитетни текста (прастхана трая), заедно с Брахма сутра и Упанишадите. Бхагавад гита е най-известната книга на индуизма, наричана понякога „индуисткият Нов завет“. Авторството на цялата Махабхарата е приписано на Вяса или Ведавяса, но в действителност тя е сборен труд на много автори. За самата Бхагавад гита се предполага, че е писана в периода 2 век пр.н.е. – 2 век.

## Контекст
Поемата е разказ за разговора между аватара (божествено въплъщение) Бхагаван Кришна и воина Махатма Арджуна, състоял се на бойното поле Курукшетра между армиите на враждуващите родове Каурави и Пандави преди започването на битката за царството на предците им. Слепият цар и баща на Кауравите Дхритаращра, който не напуска двореца си поради старостта си, иска от своя съветник Санджая да му разкаже какво се е случило на полето Курукшетра след като битката вече се е водила в продължение на десет дни и великият воин от армията на Кауравите Бхишма е изхвърлен от колесницата си от Арджуна. Санджая може да го стори, тъй като Вяса му е дал свръхестествената способност да види битката от далечно разстояние. Арджуна е един от петимата братя Пандави, но тъй като Кауравите са техни братовчеди, той се разколебава дали е праведно да убие роднините си заради царство, отчайва се и казва, че за завоюване на трите свята (физически, астрален и каузален) не би желал да убива роднините си, а какво остава само заради земята. Арджуна се обръща за съвет към своя колесничар и учител Кришна, който в отговор му дава напътствия за това как да изпълни дълга си и същевременно да постигне най-висшата цел – единението с Бог (йога).

## Същност

### Азът, дългът и освобождението
Според Бхагаван Кришна Азът или Себето (атман, душата) е безсмъртен, вездесъщ и блажен по своята същност. Той не може да бъде засегнат от елементите и силите на материалната природа. Когато тялото умира, Азът се преражда в ново тяло, кръговрат, който продължава до постигане на освобождение (мокша). Кришна съветва Арджуна да се бие, защото за един воин (кшатрия) няма по-благоприятна възможност от участието в праведна война (дхарма юддха). Той не може да се откаже от действия, защото самата природа (пракрити) ще го накара да действа. Щастието обаче може да бъде намерено единствено в Аза, а действията в света трябва да бъдат предприемани в дух на непривързаност, с единствената цел да се служи на Всевишния (Кришна).
Светът по своята същност е двойствен и йогинът трябва да приема противоположностите с равнодушие. Чрез равнодушие към двойствените изяви на природата като горещина и студ, болка и удоволствие, похвала и позор, победа и поражение, човек може да се освободи от греха и да постигне безсмъртие. Освобождението се постига чрез осъзнаване на безсмъртия атман, който в същността си не действа, а само наблюдава действията, вършени от природата. Мъдрецът не скърби, когато го сполетява нещастие, нито е възторжен, когато му се случва нещо хубаво. Той има еднакво отношение към буца пръст, злато, скъпоценен камък; куче, крава, слон, свещеник или парий; приятел или враг. Въпреки това Кришна съветва Арджуна да не пренебрегва материалния свят, а да изпълнява задълженията си свързани с поддържането на космическия ред (дхарма) казвайки, че за него няма нищо на трите свята, което да желае или да не е постигнал, но въпреки това непрестанно действа, защото ако спре, световете ще загинат. Той се въплъщава във всяка епоха за унищожението на злите, защитата на добрите и за поддържането космическия ред на земята.
Чрез непривързаност към плодовете на действията (карма йога), различаване между реалното и нереалното (Аза и не-Аза) (гяна йога) и преданост и любов към Бог (бхакти йога) йогинът преодолява своята илюзорна смъртност и влиза в царството на Всевишния, което е непреходно и не бива засегнато от циклите на създаване и поддържане на вселената (Ден и Нощ на Брахма). Кришна обещава на своите преданоотдадени да ги спаси от морето на самсара (кръговратното съществуване в света на двойствеността). Той казва, че дори и престъпници, които умствено му се отдават скоро стават праведни и могат да постигнат освобождение. В 66 строфа на 18 глава Кришна призовава Арджуна да изостави всички дългове и да търси убежище единствено в него, обещавайки му освобождение от всички грехове.

### Медитация
Кришна казва, че когато човек мисли за предмети, които доставят удоволствие се появява привързаност към тях, от привързаността се ражда желание, от желанието гняв, а от гнева заблуда, заблудата води до неправилност на паметта, от загубата на паметта следва неспособност да се различава правилно. Човек трябва да контролира сетивата като контролира ума. За да може да се контролира ума е нужна практика на медитация. Кришна казва, че без медитация няма мир, а без мир няма щастие. Той дава на Арджуна наставления за практикуване на медитация сходни с Йога сутра на Патанджали. Йогинът трябва да си намери уединено място, да седи с изправен гръбначен стълб, да уравновеси дишането си, да изрича сричката Ом (символизираща Брахман, Абсолюта) и да се концентрира в точката между веждите. Постоянството, безстрашието и целомъдрието, както и умереността в храненето, спането и работата са необходими за успех в медитацията. Чрез практиката на медитация йогинът вижда Аза Себе обитаващ всички същества и всички същества в Аза Себе, т.е. може да постигне свръхсъзнание, самадхи. Кришна идентифицира Аза Себе със себе си.

### Трите качества
Кришна описва трите качества (гуни) на материалната природа: сатва („светлина“, чистота, щастие, мъдрост, спокойствие), раджас („раждане“, активност, страст, жажда, алчност) и тамас („тъма“, невежество, инертност, небрежност, заблуда) и различни техни проявления. Сред духовниците и интелектуалците преобладава сатва, сред светските хора раджас, а сред безделниците и престъпниците преобладава тамас. Вкусните, здравословни, сочни и пълноценни храни са проявление на сатва; лютите, горчиви, кисели и пресолени храни са проявление на раджас; безвкусните, вкиснали, изгнили и ферментирали храни са проявление на тамас. Йогинът трябва да култивира, развива и съхранява сатва, защото по този начин булото на космическата илюзия (мая), което скрива абсолютната реалност (Брахман) може да бъде преодоляно. Той обаче не бива да се привързва дори към сатва, защото всяка привързаност води до превъплъщение. Освободената душа отива отвъд трите качества на природата.

### Космическата форма
Кришна казва, че той е източникът, пазителят и поддръжникът на Вселената. Цялата вселена се крепи на него, като мъниста нанизани на връв. Той изброява пред Арджуна някои от проявленията си в света, своята божествена слава. „Ако някой човек притежава слава, богатство и власт, знай че това е проявление на частица от Моето великолепие“ (X:41).
Кулминацията на Бхагавад гита идва в единадесета глава, когато по молба на Арджуна Кришна му разкрива своята космическа форма Вишварупа, имаща безброй лица и крайници, излъчваща светлината на хиляда слънца и съдържаща всички същества и вещества във вселената. Арджуна вижда всички богове, деватта, ангелски същества и риши, ашури, мъдреци, небесни същества; планетите и звездите; безброй ръце, крака, кореми, усти, очи и зъби, украшения и оръжия, без начало, среда и край. Арджуна вижда воините от двете армии влизащи в пламтящите усти на Кришна и намирайки смъртта си между ужасяващите му зъби. Кришна му казва, че дори и без неговото участие, съдбата на воините вече е решена и го призовава да придобие слава и да се наслаждава на царството като стане инструмента за посичането на враговете си. Ужасен от космическото зрелище, Арджуна моли Кришна да му прости, ако някога го е обидил, не осъзнавайки истинската му същност и да възвърне старата си форма. Кришна приема своята човешка форма и казва на Арджуна, че космическата му форма може да бъде видяна единствено от някой, който му е всеотдайно предан и с обич го възприема като Всевишния, който е свободен от привързаност и не изпитва враждебност към което и да е същество.

### Петте коня и колесницата
Петте коня и колесницата или хаоса в живота на обикновения непросветен човек. Алегория на човека, колесницата е материалното тяло, петте коня (сетивата) поводите са умът, кочияша-разума, а нетленната душа страда или се наслаждава в почуда.

## Дванадесет основни истини в Бхагавад гита
1. Живото същество е вечно живееща душа атман. Съществувало е в миналото винаги и няма да има такова време, в което да не съществува в бъдеще. Тленното материално тяло съществува само известно време, а душата е съществувала винаги и ще остане да съществува вечно, дори след смъртта на тленното тяло. Душата е истинското ни аз, пътуваща в машината на тялото.
2. Душата сменя телата си. На всеки седем години, клетките на тялото ни се обновяват напълно. Съзнанието на личността обаче се запазва през цялото време. Когато тялото се промени за последен път наричаме това състояние смърт, но душата просто се премества в ново тяло. Душата сменя телата си за различните си животи в материалния свят.
3. Индивидуалното живо същество е част от Върховната душа, притежаваща в много малко количество качествата на Върховния с уникална индивидуалност, която никога не се губи или унищожава. Душата е зависима от съществуването на Върховната душа. Кришна, като форма на Вишну, наречена Параматма (Свръхдуша) се намира в сърцето на всеки като вечен свидетел на дейностите, думите, мислите и чувствата на живото същество. Събуждането на изначалната същност на придружител на Бога е най-великата цел на живота за индивидуалната душа, водеща до постигане на търсеното вечно щастие.
4. За дейностите си, всеки получава противодействие (карма), което ни обвързва в цикъла от непрекъснато раждане и смърт (самсара). Според действията си всяко същество изработва добра или лоша карма. Бог Кришна, като свидетел на всичките ни райски и адски съществувания, единствен предлага изход от самсара. Духовният свят е присъщ на душите и може да се постигне в рамките на един живот чрез практикуване на йога или процес на свързване на съзнанието с Бога.
5. Бхагавад гита подтиква към развиване на визията, че всичко в света принадлежи на Бога и всичко, което се случва на живото същество, добро или лощо, еднакво представлява Неговата милост. Временното наслаждение го обвързва с материята и накрая винаги води до страдание. Душата е предназначена да изпитва висше духовно щастие. Първата крачка към духовното е поставянето на сетивата под контрол чрез духовна практика. Такава духовна визия води до самадхи (дълбока духовна концентрация на съзнанието, носещо пълно щастие).
6. Има три вида дейности: освобождаваща, обвързваща и такава която трябва да бъде избегната. Греховните дейности са месоядство, хазарт, интоксикация, извънбрачен секс. Силната привързаност към резултата оплита живото същество в цикъла на наслаждение и последващо страдание. Работа без привързаност към резултата, в съответствие с наклонностите, без личен мотив и мързел, без чувство за притежание, извършвана за поддържане на живота ни освобождава от материалното съществуване и ни приближава към Бога.
7. Богът слиза в най-различни прекрасни духовни форми, за да балансира материалния свят и привлече светлите личности към духовната Си обител.
8. Богът е навсякъде и във всичко като създава мирозданието чрез собствените Си енергии и поглъща творението Си по време на унищожението. Кришна обяснява на Арджуна в Бхагавад гита, че Той е вкусът на водата, ароматът на земята, светлината на слънцето и луната, сричката ОМ във Ведите и т.н.
9. Отвъд безкрайното разнообразие от цветове, форми, субстанции, емоции, дейности и последици в материалния свят, съществува всепроникващата духовна природа на Брахман неподвластен на причините и следствието във вселената. Имперсоналният аспект на Върховния е Брахман-сиянието, излъчващо се от трансценденталното тяло на Бог Кришна.
10. Трите качества (гуни) на материалната природа обвързват живото същество като с въжета в материалния свят. Доброто, страстта и невежеството се комбинират като създават огромното разнообразие на материята. Те са навсякъде и във всичко. Духовното съзнание влизайки в контакт с тези характеристики на природата, бива обусловено от тях. Живото същество отразява качествата на материята, с които е в контакт, както безцветния диамант приема цвета на околната среда. Качеството добро е чистотата, която води до просветление и добруване, като обвързва душата с привързаност към щастие и знание. Страстта е желание, породено от привличане и силен копнеж. То стимулира към съзидание, но заслепява аза с привързаност към работата и материалистически амбиции. Гуната на невежеството или тъмнината води до забрава, мързел и сън. Гуните на природата винаги се борят помежду си за надмощие. Музиката и разговорите, думите и идеите, компанията на приятели и колеги, храната която ядем и дейностите, които извършваме ни бутат в различни посоки по различни начини. Душата е силно повлияна, объркана и обвързана като с въжета. Кришна, който е отвъд влиянието на трите гуни на природата, може да я освободи.
11. Истинската религия означава познаване и разбиране на Бога.
12. Кришна казва на Арджуна в края на техния разговор: „Винаги мисли за мен! Стани мой предан, обожавай ме и ми отдавай почитта си! Така ти със сигурност ще ме постигнеш. Аз ти обещавам това, защото си мой много скъп приятел. Изостави всички религии и просто ми се отдай! Аз ще те освободя от всички греховни реакции. Не се страхувай!“.

## Коментари
Върху Бхагавад гита са написани многобройни коментари от древни и съвременни индуистки учители, като Шанкара (който установява и фиксира текста на поемата), Рамануджа, Мадхва, Свами Вивекананда, Парамаханса Йогананда, Свами Шивананда, Махариши Махеш Йоги, Бхактиведанта Свами Прабхупада, Шри Ауробиндо. и Таллапраджада Субба Роу.
Според коментара на Парамаханса Йогананда, Бхагавад гита е алегория на битката, която всеки един йогин трябва да води, за да постигне освобождение. Кауравите представляват отрицателните качества (Дурьодхана е материалното желание, а главнокомандващият на армията Бхишма символизира егото), а Пандавите положителните (Арджуна е самоконтролът), а Кришна е божественото присъствие във всеки един човек (атман).

## Влияние
Бхагавад гита оказва влияние на движението на американските трансценденталисти през 19 век, водено от Ралф Уолдо Емерсън и Хенри Дейвид Торо. Торо пише в своята книга Уолдън, че Бхагавад гита е по възхитителна от руините на Изтока и че в сравнение с нея съвременният свят и неговата литература изглеждат „дребни и тривиални“.
Бхагавад гита вдъхновява водачи на индийското движение за независимост като Бал Гангадхар Тилак и Махатма Ганди. Тя е най-важната книга в живота на Махатма Ганди, който я наричал свой „духовен речник“. По време на престоя си в затвора Йеравда през 1929 г. той написва коментар върху Гита на гуджаратски, който е преведен и публикуван на английски през 1946 г. Ганди описва обичта си към Бхагавад гита по следния начин:
Аз намирам утеха в Бхагавад гита, която ми липсва дори в Проповедта на планината. Когато разочарованието ме гледа втренчено в лицето и сам самичък не виждам лъч светлина аз се връщам към Бхагавад гита. Откривам стихове ту тук, ту там и незабавно започвам да се усмихвам насред съкрушителни трагедии, а животът ми е бил пълен с външни трагедии и ако те не са оставили видим белег, то аз го дължа изцяло на учението на Бхагавад гита.
Алберт Айнщайн казва по отношение на Гита:
Когато чета Бхагавад гита и размишлявам за начина, по който Бог е създал вселената, всичко останало ми се струва ненужно.
Робърт Опенхаймер, американски физик и ръководител на Проекта Манхатън научава санскрит през 1933 г. и прочита Бхагавад гита в оригинал. Виждайки първия ядрен опит Тринити през юли 1945 г., той цитира от 32-ри стих на единадесета глава на Бхагавад гита „Сега аз съм станал Смъртта, унищожителят на световете“.

## Преводи
През 1785 г. е публикуван превод на Бхагавад гита на английски език от Чарлс Уилкинс. Това е първият превод на санскритска книга на европейски език. През 1808 г. пасажи от Гита са публикувани в книга заедно с преводи на други санскритски текстове на немски език от Аугуст Вилхелм Шлегел. Впоследствие Бхагавад гита е преведена и на много други езици. Издателство Евразия издава Гита с коментарите на Шанкара през 1996 г. с превод на Лъчезар Живин.
Най-авторитетен коментар на Бхагавад-гита (наречен „Бхагавад-гита такава, каквато е“), направен от А.Ч. Бхактиведанта Свами Прабхупада, издаден в САЩ през 1972 г. Книгата е преведена на повече от 80 езика и издадена в повече от 100 млн. екз.
Бхагавадгита-бхашя, съдържа Бхагавадгита с коментарите на Шанкара Ачаря. Превод от санскрит (Пламен Градинаров) и английски (Лъчезар Живин). София: Евразия, 1996, 384 с.